# خورخي فاسكيز (لاعب كرة قدم بيروي)
خورخي فاسكيز هو لاعب كرة قدم بيروفي، ولد في 29 يوليو 1937.